# Ambasciatore d'Italia in Argentina
L'ambasciatore d'Italia in Argentina (in spagnolo: embajador de Italia en Argentina) è il capo della missione diplomatica della Repubblica Italiana nel Repubblica Argentina.
Dal 26 agosto 2021 l'ambasciatore d'Italia in Argentina è Fabrizio Lucentini.

## Lista degli ambasciatori
Di seguito la lista degli ambasciatori italiani in Argentina dall'epoca dell'Unità d'Italia:
| Legazione diplomatica (1856-1923) | Legazione diplomatica (1856-1923)           | Legazione diplomatica (1856-1923)                          |
| Periodo                           | Ambasciatore                                | Note                                                       |
| --------------------------------- | ------------------------------------------- | ---------------------------------------------------------- |
| 5 maggio 1856-1861                | Marcello Cerruti                            | Incaricato d’Affari con L.C.                               |
| 13 dicembre 1861-1864             | Raffaele Ulisse Barbolani                   | Incaricato d’Affari con L.C.                               |
| 16 marzo 1867-1868                | Luigi Joannini Ceva di San Michele          | Incaricato d’Affari con L.C.                               |
| 8 agosto 1868-1876                | Enrico Della Croce di Dojola                | inviato straordinario e Ministro Plenipotenziario con L.C. |
| 18 febbraio 1876-1880             | Federico Costanzo Spinola                   | inviato straordinario e Ministro Plenipotenziario con L.C. |
| 30 maggio 1880-1881               | Saverio Fava                                | inviato straordinario e Ministro Plenipotenziario con L.C. |
| 28 agosto 1881-1888               | Enrico Cova                                 | inviato straordinario e Ministro Plenipotenziario con L.C. |
| 5 febbraio 1888-1894              | Giuseppe Anfora di Licignano                | inviato straordinario e Ministro Plenipotenziario con L.C. |
| 29 novembre 1894-1898             | Pietro Antonelli                            | Incaricato d’Affari con L.C.                               |
| 20 febbraio 1898-1898             | Lorenzo Friozzi                             | Incaricato d’Affari con L.C.                               |
| 24 marzo 1898-1901                | Obizzo Malaspina di Carbonara               | inviato straordinario e Ministro Plenipotenziario con L. C |
| 18 aprile 1901-1906               | Francesco Bottaro Costa                     | inviato straordinario e Ministro Plenipotenziario con L. C |
| 21 ottobre 1906-1912              | Vincenzo Macchi di Cellere                  | inviato straordinario e Ministro Plenipotenziario con L. C |
| 3 ottobre 1912-1921               | Vittore Cobianchi                           | inviato straordinario e Ministro Plenipotenziario con L. C |
| 6 ottobre 1921-1923               | Giuseppe Colli di Felizzano                 | inviato straordinario e Ministro Plenipotenziario con L. C |
| 6 dicembre 1923-1924              | Luigi Aldrovandi Marescotti                 | inviato straordinario e Ministro Plenipotenziario con L. C |
| Ambasciata d'Italia (dal 1924)    |                                             |                                                            |
| 3 luglio 1924-1926                | Luigi Aldrovandi Marescotti                 |                                                            |
| 16 maggio 1926-1929               | Alberto Martin Franklin                     |                                                            |
| 14 novembre 1929-1932             | Bonifacio Pignatti Morano di Custoza        |                                                            |
| 25 agosto 1932-1936               | Mario Arlotta                               |                                                            |
| 7 agosto 1936-1939                | Raffaele Guariglia                          |                                                            |
| 26 febbraio 1939-1940             | Gabriele Preziosi                           |                                                            |
| 21 agosto 1940-1942               | Raffaele Boscarelli                         |                                                            |
| 23 aprile 1942-1942               | Livio Garbaccio                             | Incaricato d’Affari con L.C.                               |
| 12 maggio 1942-1944               | Francesco Pittalis                          |                                                            |
| 21 novembre 1944-1946             | Federico Sensi                              | Incaricato d’Affari con L.C.                               |
| 5 gennaio 1946-1946               | Giovanni Fornari                            | Incaricato d’Affari con L.C.                               |
| 28 dicembre 1946-1951             | Giustino Arpesani                           |                                                            |
| 14 marzo 1951-1955                | Alberigo Casardi                            | Incaricato d’Affari                                        |
| 27 aprile 1955-1960               | Francesco Babuscio Rizzo                    |                                                            |
| 8 luglio 1960-1962                | Francesco Babuscio Rizzo                    |                                                            |
| 30 aprile 1962-1964               | Blasco Lanza d’Ajeta di Trabia              |                                                            |
| 22 dicembre 1964-1967             | Alessandro Tassoni Estense di Castelvecchio |                                                            |
| 23 settembre 1967-1971            | Paolo Tallarigo di Zagarise                 |                                                            |
| 4 dicembre 1971-1976              | Giuseppe De Rege Thesauro                   |                                                            |
| 23 aprile 1976-1979               | Enrico Carrara                              |                                                            |
| 4 maggio 1979-1979                | Uberto Bozzini                              |                                                            |
| 4 settembre 1979-1982             | Uberto Bozzini                              |                                                            |
| 2 marzo 1982-1985                 | Sergio Kociancich                           |                                                            |
| 23 febbraio 1985-1987             | Ludovico Incisa di Camerana                 |                                                            |
| 7 agosto 1987-1991                | Ludovico Incisa di Camerana                 |                                                            |
| 10 dicembre 1991-1993             | Claudio Moreno                              |                                                            |
| 8 giugno 1993-1998                | Giuseppe Maria Borga                        |                                                            |
| 11 luglio 1998-2001               | Giovanni Jannuzzi                           |                                                            |
| 5 novembre 2001-2005              | Roberto Nigido                              |                                                            |
| 31 ottobre 2005-2009              | Stefano Ronca                               |                                                            |
| 28 dicembre 2009-2013             | Guido Walter La Tella                       |                                                            |
| 12 settembre 2013-2015            | Teresa Castaldo                             |                                                            |
| 2 gennaio 2015-2018               | Teresa Castaldo                             |                                                            |
| 12 febbraio 2018-2021             | Giuseppe Manzo                              |                                                            |
| 26 agosto 2021                    | Fabrizio Lucentini                          |                                                            |